# Suhaili
Suhaili est le nom du ketch bermudien de 32 pieds sur lequel a navigué Robin Knox-Johnston lors du premier tour du monde en solitaire sans escale, la Sunday Times Golden Globe Race.

## Historique et caractéristiques
Le Suhaili a été construit à Mumbai avec l'aide du yacht club « Royal Bombay », en Inde, en 1963. Il suit les plans conçus par William Atkin pour le bateau Eric en 1923. Sa conception s'appuie sur celle des canots de sauvetage à voile norvégiens conçus par Colin Archer.
|                     | 1963                               |
| Longueur hors tout  | 13,41 m (44 pi)                    |
| Longueur flottaison | 8,53 m (27,99 pi)                  |
| Largeur             | 3,37 m (11,06 pi)                  |
| Tirant d'eau        | 1,67 m (5,48 pi)                   |
| Tonnage Tamise      | 14                                 |
| Tonnage net         | 6,29 tonnes                        |
| Quille              | 1' 2” x 10" - 22 pieds de longueur |
| Planches            | Teck indien 1 ¼"                   |

## Apparitions notables
En 1997, Suhaili a été exposé au Musée maritime national de Falmouth, mais l'atmosphère contrôlée a commencé à rétrécir son bordé, et, ne voulant pas le voir mourir de cette façon, Robin Knox-Johnston l'a retiré en 2002 et l'a réaménagé à nouveau. Il appartient toujours à Knox-Johnston et a été rattaché au chantier naval Elephant à Bursledon, près de Southampton, au Royaume-Uni. L'objectif était de le remettre en service et Knox-Johnston en a reçu la livraison en février 2020.
Le Suhaili était l'un des nombreux navires prestigieux amarrés le long de la Tamise lors du jubilé de diamant de la reine Elizabeth II. En raison de sa petite taille, il ne faisait pas partie de la flottille mais se trouvait amarré avec d'autres navires aux quais de St Katharine, dans une exposition connue sous le nom d'Avenue of Sail.